# Champlitte-et-le-Prélot
Ancienne commune de la Haute-Saône, la commune de Champlitte-et-le-Prélot a existé de l'an XIII à 1972. Elle a été créée en l'an XIII (1805) par la fusion des communes de Champlitte et du Prélot. En 1972 elle a fusionné avec les communes de Champlitte-la-Ville, de Leffond, de Margilley, de Montarlot-lès-Champlitte et de Neuvelle-lès-Champlitte pour former la nouvelle commune de Champlitte.